# Док-станция
До́к-ста́нция (англ. Docking station — «стыковочная станция») — стационарная конструкция с разъёмами для некоторых электронных устройств, служащая для быстрого одновременного подключения к кабелям электропитания, передачи данных, голоса или мультимедийного трафика. Особенно часто используется для мобильных или носимых электронных устройств:
- мобильные компьютеры,
- телефоны,
- карманные персональные компьютеры (КПК),
- цифровые видео- и фотокамеры,
- прочие.

Док-станция, как подставка для электронного устройства, позволяет синхронизировать данные с подключённым к ней устройством, например с настольным компьютером и одновременно заряжать аккумулятор через специальный разъём питания. Как док-станция позиционируются и беспроводные зарядные устройства.
Для синхронизации устройств требуется установленная специализированная программа и/или драйвер.
Обычно док-станция использует для подключения к компьютеру интерфейс USB- либо COM-порт.
Энергию для работы и зарядки мобильного устройства док-станция получает через сетевой блок питания из обычной электрической сети, либо через автомобильный блок питания — из электросети автомобиля.
Док-станция для жёстких дисков
Док-станция для жёстких дисков позволяет использовать их как внешние переносные устройства хранения данных. Подключение док-станций к оборудованию производится кабелями внешнего интерфейса наподобие внешним жёстким дискам, но при этом переносным устройством является сам жёсткий диск без дополнительного оборудования как в Mobile Rack. Некоторые модели док-станций поддерживают одновременное подключение нескольких жёстких дисков, копирование информации с одного диска на другой напрямую, минуя компьютер, беспроводную передачу данных с помощью Wi-Fi.

## Галерея
- Thinkpad T61, установленный на док-станцию
- Док-станция с отключенным ноутбуком
- Док-станция для жёсткого диска с интерфейсом подключения USB 3.0
- Док-станция с возможностью подключения 2,5" и 3,5" SATA жёсткого диска
- Док-станция с интерфейсом подключения eSATA для SATA жёсткого диска со встроенными портами USB и кардридером